# راؤول ديسريبس
راؤول ديسريبس (بالإنجليزية: Raoul Desribes)‏‏ (1856 - 1940) عالم إنسان، وعالم آثار فرنسي.